# Antv
antv es una cadena de televisión indonesia propiedad y operada por Visi Media Asia.